# Pavías
Pavías település Spanyolországban, Castellón tartományban. Pavías Caudiel, Gaibiel, Higueras, Matet, Torralba del Pinar és Villamalur községekkel határos. Lakosainak száma 73 fő (2024).

## Népesség
A település népessége az elmúlt években az alábbi módon változott:
| Lakosok száma | 61   | 58   | 62   | 61   | 59   | 54   | 69   | 61   | 72   | 73   |
|               | 2001 | 2004 | 2006 | 2009 | 2011 | 2014 | 2016 | 2019 | 2021 | 2024 |